# Burnside Project
Burnside Project ist eine Elektro-Pop-Band, die 1999 vom jetzigen Geschäftsführer von Pocket Mix und DJ Richard Jankovich gegründet wurde.

## Geschichte
2000 erschien Burnsides erstes Album, das Jankovich selbst produzierte. Verschiedene Labels hörten sich das Album an, nur 2002 stimmte das Label Bar/None ein. Burnside bekam einen Vertrag.
2003 stellt Burnside Project das nächste Album The Networks, the Circuits, the Streams, the Harmonies vor. Das Album wurde bei verschiedenen Radiosendern gespielt und vorgestellt. Vor allem der Song Cue the Pulse to Begin schoss in die amerikanischen Charts in die Top 10. Das nächste Album erschien 2005 unter dem Titel The Finest Example Is You.

## Diskografie
Alben
- 2000: Burnside Project
- 2003: The Networks, the Circuits, the Streams, the Harmonies
- 2005: The Finest Example Is You
- 2007: Burnside Project – Digitally Remastered
- 2010: Congratulations

## Sonstiges
- Das Lied Cue the Pulse to Begin wurde in der vierten und fünften Staffel der Showtime-Serie Queer as Folk als Intromusik benutzt.